# Nepenthes tobaica
Nepenthes tobaica — gatunek rośliny owadożernej z rodziny dzbanecznikowatych. Występuje w naturze na niewielkiej powierzchni w okolicach jeziora Toba na Sumatrze. Jest blisko powiązany z N. mikei oraz N. angasanensis.

## Morfologia
Blaszki liściowe stosunkowo wąskie, lekko zaostrzone przy końcu (od strony dzbanka), w kolorze od jasno- do ciemnozielonego. Pułapki (dzbanki) na końcach liścia, lekko rozszerzone w dolnej części, w kolorze od jasnozielonego przez żółty do jasnopomarańczowego.

## Zastosowanie
Roślina ozdobna: W warunkach klimatycznych Polski łatwa w uprawie roślina pokojowa lub szklarniowa.
- Wymagania świetlne i termiczne: dzbanecznik ten dobrze rośnie w pokojowej temperaturze (20-25 °C) w okolicy wschodniego okna. Dzbanecznik ten powinien mieć dużo rozproszonego światła, ale nie powinien rosnąć w pełnym słońcu.
- Wilgotność: jest rośliną nadającą się do uprawy na parapecie, ale do wytworzenia pułapek potrzebuje większej wilgotności; 60-70% powinno wystarczyć jednak wyższa wilgotność dobrze wpłynie na roślinę; można go spryskiwać wodą co też dobrze na niego wpływa.
- Gleba: roślina dobrze rośnie w kwaśnym torfie (pH: 3-5), lecz to nie jedyne podłoże które się nadaje; można też zastosować mech sphagnum wymieszany z perlitem.
- Nawożenie: nie nawozi się; najlepszym "nawozem" jest upolowana zdobycz.
- Podlewanie: podlewać należy wodą destylowaną lub wodą oczyszczaną w procesie odwrotnej osmozy; podlewanie należy dostosować do potrzeb rośliny; trzeba utrzymywać podłoże w stanie wilgotnym lecz nie mokrym.